# Leandro Lessa Azevedo
Leandro Lessa Azevedo (født 13. august 1980) er en brasiliansk fodboldspiller.